# Штейнберг, Эдуард Аркадьевич
Эдуа́рд Арка́дьевич Ште́йнберг (3 марта 1937, Москва, СССР — 28 марта 2012, Париж, Франция) — российский художник, представитель второй волны русского авангарда.

## Биография
Родился в семье поэта и переводчика Аркадия Штейнберга. Брат — художник Борух Штейнберг (1938—2003). Специального художественного образования не имел; учился рисованию под руководством отца. Проучившись в семилетке в Тарусе, работал рабочим, сторожем, землекопом, рыбаком.
В 1962 году состоялась первая выставка Штейнберга в Тарусе.
В 1970-е годы — член художественного объединения «Сретенский бульвар» (Москва).
В 1988 году, в связи с приглашением французской стороны выехать с выставкой во Францию, по указанию ЦК КПСС срочно принят в Союз художников СССР, притом что до этого на протяжении 20 лет в приёме в Союз Штейнбергу категорически отказывали. Жил в Париже, где имел собственную мастерскую, Москве и Тарусе. С 1988 года на постоянной основе сотрудничал с галереей Клода Бернара в Париже.
Эдуард Аркадьевич Штейнберг скончался в Париже, но похоронен был согласно своему завещанию на старом Городском кладбище г. Таруса.
В Тарусе открыта Мастерская Эдуарда Штейнберга, филиал Государственного музея изобразительных искусств имени А.С. Пушкина.

## Признание
- Почетный гражданин города Таруса.
- Награждён почётной грамотой Калужской области за вклад в современное изобразительное искусство.
- Почетный член Российской Академии художеств (2008).[2] Обладатель Золотой медали академии художеств за выдающийся вклад в развитие живописи.
- Кавалер Ордена Дружбы (2008).
- В марте 2012 года по случаю 75-летия со дня рождения удостоен Благодарности Президента Российской Федерации «За выдающийся вклад в российское и мировое искусство».

## Семья
Жена — искусствовед, кинокритик Галина Иосифовна Маневич, автор книги «Опыт благодарения», в которой наиболее полно представлена биография Эдуарда Штейнберга, его жизненный путь и его взаимоотношения с Ильёй Кабаковым, Владимиром Янкилевским, Эдуардом Гороховским, Валентином Воробьёвым, Оскаром Рабиным, Гришей Брускиным.

## Работы находятся в собраниях
- Государственная Третьяковская галерея, Москва
- Государственный центр современного искусства, Москва
- Московский музей современного искусства, Москва
- Музей изобразительных искусств имени А. С. Пушкина, Москва
- Музей РГГУ «Другое искусство», Москва
- Музей нонконформизма, Москва.
- ART4.RU, Москва.
- Собрание «Музея искусства авангарда» МАГМА, Москва
- Государственный Русский музей, Санкт-Петербург
- Новый музей, Санкт-Петербург
- Людвиг Форум международного искусства, Ахен, Германия
- Музей «Квадрат» Йозефа Альберса, Боттруп, Германия
- Музей Альбертина, Вена, Австрия
- Музей Бохум, Бохум, Германия
- Музей современного искусства, Висбург, Германия
- Музей конкретного искусства, Ингольштадт, Германия
- Музей Людвига, Кёльн, Германия
- Музей современного искусства, Луизиана, Дания.
- Музей Джейн Вурхис Зиммерли, коллекция Нортона и Нэнси Додж, Ратгерский университет, Нью-Брансуик, Нью-Джерси, США
- Колодзей Арт Фонд, Хайланд-парк, Нью-Джерси, США
- Галерея Леонарда Хаттона, Нью-Йорк, США
- Галерея «Клод Бернар», Париж, Франция
- Музей Астли Нилен, Уттерсберг, Швеция
- Тарусская картинная галерея (зал Штейнберга)[3]
- Галерея  Арт-«Феникс» (http://artphoenixgallery.ru), Москва

### Альбомы, каталоги
- Эдуард Штейнберг / Eduard Steinberg / на рус. и англ. яз.; вступ. Евгения Петрова; вступ. Александра Морозова; ст. Жан-Клод Маркаде; ст. Александр Боровский; пер. на англ. Кеннет Макиннес; пер. с фр. Владимир Марамзин. — СПб.: Государственный Русский музей, Palace Editions, 2004. — 108 с. — ISBN 3-935298-91-9.

### Воспоминания
- Маневич Галина. Опыт благодарения: Воспоминания / Художник Эдуард Штейнберг. — М.: Аграф, 2009. — 400 с. — (Символы времени). — ISBN 978-5-7784-0388-8.

### Статьи
- Собств. корр. Эдуард Штейнберг в Третьяковской галерее // Weekend. — 2004. — 17 сент.
- Кулик И. Геомэтр авангарда Архивная копия от 10 сентября 2009 на Wayback Machine // Коммерсантъ. — 2004. — 24 сентября.